# Mozarthaus (Augsburg)
Het Mozarthaus is een museum in Augsburg. Het is gewijd aan de musicus Leopold Mozart voor wie het de geboortewoning was. Daarnaast richt het zich op de rest van zijn familie, met name op zijn zoon Wolfgang Amadeus. Het museum werd in 1937 geopend en na een renovatie heropend in 1993.

## Collectie

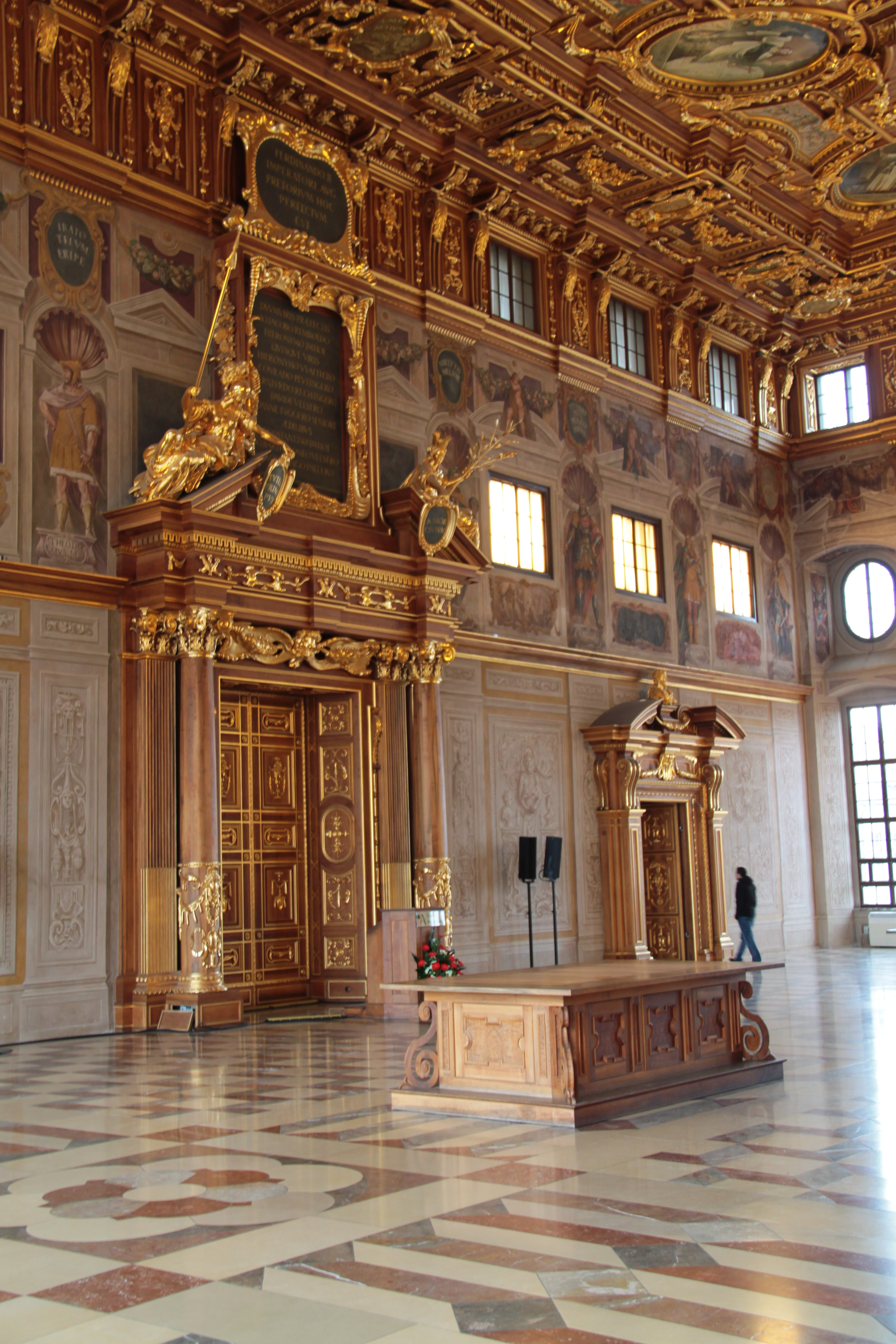
Nabijgelegen Goldener Saal

In het museum is de hamerklavier van de instrumentenbouwer André Stein te zien waarop vader en zoon samen hebben gespeeld. Naast meer muziekinstrumenten worden andere voorwerpen getoond die aan de Mozart-familie herinneren, zoals gravures, schilderijen, foto's, boeken, partituren en handgeschreven brieven,
Het museum laat muziek horen die de bezoeker naar de 18e eeuw voert. Er is een multimediaruimte met een audiogids in drie talen: Duits, Engels en Japans.
Met een supplement op de entreeprijs kan in de nabijheid van het museum de Goldener Saal (gouden zaal) in het Augsburger raadhuis bezichtigd worden. De zaal herinnert aan de schooltijd van de jonge Leopold.

## Achtergrond
Leopold Mozart was tweede kapelmeester en componist. Hij zette in 1756 een vioolschool op en werd met zijn vioolmethode in heel Europa bekend. Toen hij de muzikale gaven van zijn zoon herkende, leidde hij hem ook op tot componist.

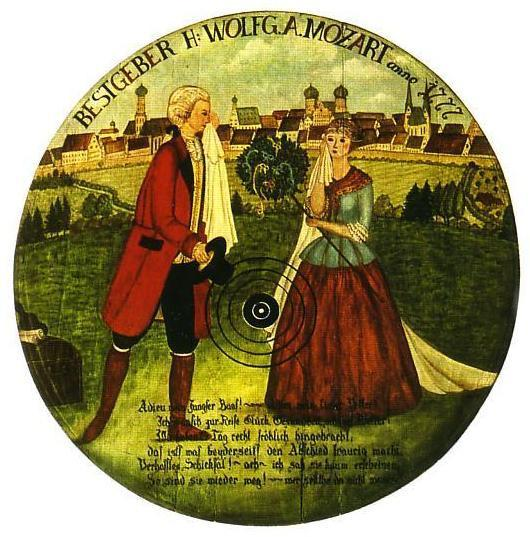
Wolfgang Amadeus bij zijn afscheid van zijn nicht in Augsburg in oktober 1777

Wolfgang Amadeus kwam vijf maal naar de geboortestad van zijn vader: in 1763, 1766, 1777, 1781 en 1790. De derde keer had hij een romance met zijn nicht Maria Anna Thekla Mozart. In de vier jaar erna schreef hij de Bäsle-brieven waarin zijn herinnering aan Augsburg te lezen is.